# Paul Lei Shiyin
Paul Lei Shiyin (chiń. 雷世銀; ur. 13 października 1963) – chiński duchowny katolicki, biskup Jiading od 2011.

## Życiorys
Święcenia kapłańskie otrzymał 30 listopada 1991.
Wybrany biskupem Jiading. Sakrę biskupią przyjął bez mandatu papieskiego 29 czerwca 2011. 
22 września 2018 został uznany oficjalnie przez Stolicę Apostolską.